# Bizarre (rapero)
Bizarre (Detroit, Míchigan; 5 de julio de 1976) es un MC norteamericano, integrante de la banda D12. Su nombre real es Rufus Johnson. Creó esta banda en 1990, junto con Proof, un rapero que era muy buen amigo de Bizarre.
Bizarre debutó junto con toda su banda en el 2001, con el disco "Devils night".
El 11 de abril de 2006 asesinaron a su amigo de la infancia Proof, quien también fue el fundador de esta banda de rap. Después de su muerte, Bizarre, junto con Obie Trice y los demás integrantes compusieron una canción en memoria del asesinato de Proof, llamada  Ride With Me

## Red Head Records
En 2005, Bizarre creó su propio sello discográfico, como subsidiario de Shady Records.Algunos de los raperos de Red Head aparecen en el álbum debut de Bizare "Hannicap Circus", incluyendo Sindee Syringe and Young Miles.Él estaba asignado con KB, donde comenzó Scarface's Facemob. Bizarre previamente rapeó para Preston Records, trabajando junto a los raperos muy conocidos tales como Preston y JBanks.

## Álbumes lanzados con D12
- The Underground EP (1997)
- Devil's Night (2001) (7 million worldwide); #1 USA (2x Platinum); #1 UK (Platinum); #1 Aus. (Platinum); #1 Can. (3x Platinum)
- D12 World (2004) (6 million worldwide); #1 USA (2x Platinum); #1 UK (Platinum); #1 Aus. (Platinum); #1 Can. (2x Platinum)
- D12's third studio álbum (TBA)

## Álbumes lanzados como solista
- Attack of the Weirdos EP (1998) (367,600 Sold)
- Hannicap Circus (2005) (563,201 Sold) (Gold)
- Blue Cheese & Coney Island (2007)

- Datos: Q364526